# 氣旋加蒂
特強氣旋風暴加蒂（英語：Very Severe Cyclonic Storm Gati，聯合颱風警報中心編號：03A，印度氣象局編號：ARB 04）是2020年北印度洋氣旋季第3個獲命名的風暴。「加蒂」一名由印度提供，意指動力。加蒂在獲得正式編號後便開始爆發增強，成為有記錄以來登陸索馬利亞最強的熱帶氣旋。

## 氣象歷史

### 擾動於大低壓帶形成
11月中下旬，一個低壓帶在阿拉伯海形成，而此低壓帶生成了3個擾動，當中有94A、95A、96A，而加提的擾動則由95A發展而成，而95A在11月20日獲得編號。發展初期，數值預報皆不看好發展，只有少數認為能增強至氣旋風暴強度，且以近巔峰姿態登陸索馬利亞。

### 快速發展達到巔峰
11月21日凌晨1時，聯合颱風警報中心給予其發展評級「低」，並於上午10時將評級提升為「中」，之後又於下午4時半將評級提升為「高」，並發布熱帶氣旋形成警報。下午5時，印度氣象局將其升格為低氣壓，給予編號ARB 04。
11月22日凌晨2時，聯合颱風警報中心將其升格為熱帶風暴，給予正式編號03A，升格後不久的微波雲圖顯示系統已經發展出眼牆結構，顯示其正在快速增強。到了上午，系統發展出中心密集雲團，並且發展出一雲捲風眼，而雲捲風眼則逐漸轉為一風眼，但在上午8時，聯合颱風警報中心僅把系統的風速提升至40節(每小時75公里)，而印度氣象局直到上午11時才將其升格為強低氣壓，由於發展快速，使聯合颱風警報中心重新分析其結構，並依據分析結果將上午8時之風速改為50節(每小時95公里)。中午12時後，系統的風眼進一步擴大並且開始清空，聯合颱風警報中心在下午1時將其升格為二級熱帶氣旋，並把上午8時之強度改為一級熱帶氣旋(65節，每小時120公里)。下午2時半，聯合颱風警報中心再將其強度修改為三級熱帶氣旋(100節，每小時185公里)，並把上午8時之強度下調回熱帶風暴(60節，每小時110公里)。由於先前的定位嚴重偏差導致印度氣象局直至下午3時才將此系統升格為氣旋風暴，並命名為加蒂。不久後，中國國家氣象中心跟隨印度氣象局升格為氣旋風暴。下午5時，印度氣象局將其升格為強烈氣旋風暴。

### 登陸後急劇減弱
隨著系統逐漸接近索馬利亞陸地，風眼也逐漸填塞為一雲塞風眼，但仍無阻印度氣象局在晚間8時升格為特強氣旋風暴，晚間8時半，中國國家氣象中心將其升格為特強氣旋風暴，晚間9時，聯合颱風警報中心將其降格為二級熱帶氣旋。晚間11時左右，加蒂登陸索馬利亞東北部的哈芬附近。加蒂登陸後強度急劇減弱，但印度氣象局仍將其評為特強氣旋風暴，風速為75節(每小時140公里)。
11月23日凌晨2時，聯合颱風警報中心將其降格為一級熱帶氣旋，隨後，中國國家氣象中心將其降格為強烈氣旋風暴。凌晨5時，印度氣象局將其風速降至65節(每小時120公里)。上午8時，聯合颱風警報中心將其降格為熱帶風暴，隨後，中國國家氣象中心將其降格為氣旋風暴，印度氣象局也於不久後跟隨降格。下午，加蒂進入亞丁灣，受到陸地和垂直風切的雙重影響下，其低層環流中心已經外露，高層對流向西北方切離，下午2時，中國國家氣象中心將其降格為深低壓，並對其發出最後報告，同時，印度氣象局將其降格為低氣壓。
11月24日凌晨2時，聯合颱風警報中心將其降格為熱帶低氣壓，並發出最後報告。晚間8時，聯合颱風警報中心將其降格為低壓區，印度氣象局也於不久後跟隨降格。25日晚間，聯合颱風警報中心再次給予發展評級「中」。

## 防災措施與影響

### 索馬利亞
索馬利亞北部是影響最嚴重的地區，通常每年平均降雨量為100毫米（4英寸）。預計加蒂將在兩天內產生比以往高兩倍的雨量。索馬利亞水和土地信息管理局與聯合國糧食及農業組織聯合警告表示，邦特蘭地區可能有強風，大雨和山洪。當局針對巴里沿海地區撤離.。聯合國發表對糧食安全的擔憂，因為風暴因「2017年的干旱」而已經脆弱的人道主義局勢逐漸「複雜化」。 索馬利蘭國家災難準備和糧食儲備局向氣旋影響區域的居民發出警報，並將其安置，待命的海岸警衛隊可能會撤離。
暴雨、破壞性狂風和風暴潮影響了索馬利亞北部地區，影響最為嚴重的是邦特蘭。在博薩索，24小時的降雨量總計達到128毫米（5.0英寸），在巴利迪定區，降雨則達到了103毫米（4.1英寸）。巴里發生了大範圍的破壞，至少有360棟房屋被毀，幾個社區的通訊中斷。估計有70,000人直接受到氣旋的影響，其中包括哈芬和赫迪亞需撤離的15,000人。哈芬有淡水井被洪水淹沒。由於建築物倒塌，哈芬至少有6人受傷，其中包括地方官員穆罕默德（Mohamud Yusuf Garow）。哈芬的海岸附近至少有8名漁民罹難，另有30名失踪。在更遠的內陸，阿什拉和霍迪奧沙漠的社區受到風暴中心的直接影響。估計烏菲恩中有10,000隻動物死亡。博薩索的洪水則擾亂了交通。
在索馬利蘭西部，由於降雨較少，所以沒有關於當地災情的報導。

### 也門
加蒂令也門出現暴雨，導致索科特拉島水浸。

## 外部連結
- 印度氣象局 （页面存档备份，存于）
- 聯合颱風警報中心 （页面存档备份，存于）